# Salts als Jocs Olímpics d'estiu de 1924 - Palanca de 10 metres femenina
El salt de palanca de 10 metres femenina fou una de les cinc proves de salts que es disputà dins el programa dels Jocs Olímpics de París del 1924. La prova es va disputar el 19 i 20 d'agost de 1924. Hi van prendre part 11 saltadores de 6 països diferents.

## Medallistes
| Or                   | Plata                  | Bronze              |
| Caroline Smith (USA) | Elizabeth Becker (USA) | Hjördis Töpel (SWE) |

## Resultats

### Primera ronda
Les tres saltadores que aconsegueixen una puntuació ordinal menor en cada grup passen a la final. Les saltadores realitzen 4 salts, dos d'obligatoris i dos de lliures.
| Pos. | Atleta                    | Nació        | Jutges | Jutges | Jutges | Jutges | Jutges | Jutges | Jutges | Jutges | Jutges | Jutges | Punts ordinals | Punts totals |
| Pos. | Atleta                    | Nació        | DNK    | DNK    | USA    | USA    | SWE    | SWE    | GBR    | GBR    | FRA    | FRA    | Punts ordinals | Punts totals |
| Pos. | Atleta                    | Nació        | PS     | PO     | PS     | PO     | PS     | PO     | PS     | PO     | PS     | PO     | Punts ordinals | Punts totals |
| ---- | ------------------------- | ------------ | ------ | ------ | ------ | ------ | ------ | ------ | ------ | ------ | ------ | ------ | -------------- | ------------ |
| 1    | Elizabeth Becker-Pinkston | Estats Units | 27,0   | 4,5    | 32,0   | 2,0    | 32,0   | 2,5    | 34,0   | 1,0    | 36,0   | 1,0    | 11,0           | 161,0        |
| 2    | Hjördis Töpel             | Suècia       | 31,0   | 1,0    | 32,0   | 2,0    | 34,0   | 1,0    | 28,0   | 5,0    | 34,0   | 2,5    | 11,5           | 159,0        |
| 3    | Helen Meany               | Estats Units | 28,0   | 3,0    | 32,0   | 2,0    | 30,0   | 4,0    | 29,0   | 3,5    | 33,0   | 4,0    | 16,5           | 152,0        |
| 4    | Verrall Newman            | Regne Unit   | 27,0   | 4,5    | 31,0   | 4,0    | 29,0   | 5,0    | 33,0   | 2,0    | 34,0   | 2,5    | 18,0           | 154,0        |
| 5    | Eva Olliwier              | Suècia       | 30,0   | 2,0    | 30,0   | 5,0    | 32,0   | 2,5    | 25,0   | 6,0    | 31,0   | 5,0    | 20,5           | 148,0        |
| 6    | Beatrice Armstrong        | Regne Unit   | 26,0   | 6,0    | 28,0   | 6,0    | 28,0   | 6,0    | 29,0   | 3,5    | 30,0   | 6,0    | 27,5           | 141,0        |

| Pos. | Atleta           | Nació        | Jutges | Jutges | Jutges | Jutges | Jutges | Jutges | Jutges | Jutges | Jutges | Jutges | Punts ordinals | Punts totals |
| Pos. | Atleta           | Nació        | DNK    | DNK    | USA    | USA    | SWE    | SWE    | GBR    | GBR    | FRA    | FRA    | Punts ordinals | Punts totals |
| Pos. | Atleta           | Nació        | PS     | PO     | PS     | PO     | PS     | PO     | PS     | PO     | PS     | PO     | Punts ordinals | Punts totals |
| ---- | ---------------- | ------------ | ------ | ------ | ------ | ------ | ------ | ------ | ------ | ------ | ------ | ------ | -------------- | ------------ |
| 1    | Caroline Smith   | Estats Units | 29,0   | 1,0    | 34,0   | 1,0    | 31,0   | 1,0    | 30,0   | 1,5    | 36,0   | 1,0    | 5,5            | 160,0        |
| 2    | Isabelle White   | Regne Unit   | 27,0   | 2,0    | 31,0   | 2,0    | 28,0   | 2,0    | 30,0   | 1,5    | 24,0   | 2,0    | 9,5            | 140,0        |
| 3    | Edith Nielsen    | Dinamarca    | 26,0   | 3,0    | 27,0   | 5,0    | 26,0   | 3,0    | 24,0   | 3,0    | 25,0   | 4,5    | 18,5           | 128,0        |
| 4    | Margarete Adler  | Àustria      | 21,0   | 4,0    | 29,0   | 3,5    | 25,0   | 4,0    | 21,0   | 5,0    | 29,0   | 3,0    | 19,5           | 125,0        |
| 5    | Sophie Hennebert | Bèlgica      | 19,0   | 5,0    | 29,0   | 3,5    | 22,0   | 5,0    | 23,0   | 4,0    | 25,0   | 4,5    | 22,0           | 118,0        |

### Final
Les saltadores realitzen 4 salts, dos d'obligatoris i dos de lliures.
| Pos. | Atleta                    | Nació        | Jutges | Jutges | Jutges | Jutges | Jutges | Jutges | Jutges | Jutges | Jutges | Jutges | Punts ordinals | Punts totals |
| Pos. | Atleta                    | Nació        | DNK    | DNK    | USA    | USA    | SWE    | SWE    | GBR    | GBR    | FRA    | FRA    | Punts ordinals | Punts totals |
| Pos. | Atleta                    | Nació        | PS     | PO     | PS     | PO     | PS     | PO     | PS     | PO     | PS     | PO     | Punts ordinals | Punts totals |
| ---- | ------------------------- | ------------ | ------ | ------ | ------ | ------ | ------ | ------ | ------ | ------ | ------ | ------ | -------------- | ------------ |
| 1    | Caroline Smith            | Estats Units | 33,0   | 2,5    | 34,0   | 2,0    | 30,0   | 3,0    | 33,0   | 1,0    | 36,0   | 2,0    | 10,5           | 166,0        |
| 2    | Elizabeth Becker-Pinkston | Estats Units | 32,0   | 4,0    | 34,0   | 2,0    | 32,0   | 2,0    | 31,0   | 2,0    | 38,0   | 1,0    | 11,0           | 167,0        |
| 3    | Hjördis Töpel             | Suècia       | 33,0   | 2,5    | 33,0   | 4,5    | 35,0   | 1,0    | 29,0   | 4,0    | 34,0   | 3,5    | 15,5           | 164,0        |
| 4    | Edith Nielsen             | Dinamarca    | 34,0   | 1,0    | 33,0   | 4,5    | 29,0   | 4,0    | 30,0   | 3,0    | 32,0   | 5,0    | 17,5           | 158,0        |
| 5    | Helen Meany               | Estats Units | 26,0   | 6,0    | 34,0   | 2,0    | 27,0   | 5,0    | 27,0   | 5,5    | 34,0   | 3,5    | 22,0           | 148,0        |
| 6    | Isabelle White            | Regne Unit   | 28,0   | 5,0    | 30,0   | 6,0    | 24,0   | 6,0    | 27,0   | 5,5    | 31,0   | 6,0    | 28,5           | 140,0        |